# Sauvagesia sprengelii
Sauvagesia sprengelii är en tvåhjärtbladig växtart som beskrevs av A. St.-hil.. Sauvagesia sprengelii ingår i släktet Sauvagesia och familjen Ochnaceae. Inga underarter finns listade i Catalogue of Life.